# Quevedo: BZRP Music Sessions, Vol. 52
«Quevedo: BZRP Music Sessions, Vol. 52» (llamada alternativamente como «Quédate») es una canción del productor argentino Bizarrap y el cantante español Quevedo, perteneciente a las BZRP Music Sessions del primero.

## Antecedentes
La sesión fue anunciada por Bizarrap a través de un vídeo promocional publicado en sus redes sociales. En este se creó un menú especial para la ocasión en uno de los restaurantes de Burger King localizado en el distrito de Vicálvaro, Madrid, España, el cual consistía en el regalo de un juguete del propio productor con una parte del coro de la sesión, confirmando la participación de Quevedo. Bizarrap se puso en la ventanilla de servicio del restaurante para entregar el combo personalmente. Como ha confirmado Quevedo en El Hormiguero, Bizarrap contactó con él en el mes de marzo tras el sencillo publicado con Duki «Si quieren frontear».

## Recepción

### Recibimiento comercial
El sencillo alcanzó el número uno en países latinoamericanos como Argentina, Bolivia, Chile, Colombia, Ecuador, México, Perú y Uruguay, además de España. Asimismo, consiguió un número uno en el Global 200 de Billboard durante su segunda semana en la lista. En el Billboard Hot 100 debutó en la posición número 98, marcando esto el primer ingreso de ambos artistas en la lista, así como un número 13 en el Hot Latin Songs.
La canción llegó al número uno de Spotify Global por más de 30 días, siendo una de las pocas canciones en español en conseguir ese puesto además de la primera por un artista argentino y español. La canción llegó a los 1000 millones de reproducciones en Spotify en solo 212 días, destronando a «Dákiti» de los puertorriqueños Bad Bunny y Jhay Cortez, por ser la canción latina en español en llegar a los 1000 millones de reproducciones más rápido en la plataforma. Solo siendo destronada más tarde por «Gata Only» de los chilenos FloyyMenor y Cris MJ con 190 días.[cita requerida]
| Publicación | Reconocimiento                    | Posición | Ref.  |
| ----------- | --------------------------------- | -------- | ----- |
| Los 40      | Las 10 mejores canciones de 2022  | N/A      | [ 5 ] |
| Billboard   | Las 100 mejores canciones de 2022 | 44       | [ 6 ] |
| Jenesaispop | Las mejores canciones de 2022     | 17       | [ 7 ] |

## Video musical
El video musical de «Quevedo: BZRP Music Sessions, Vol. 52» fue lanzado en YouTube el 6 de julio de 2022, y muestra a Bizarrap y Quevedo interpretando la canción. Durante el segundo 2:28 se puede ver un cameo de Patricio Estrella de Bob Esponja, del episodio Band Geeks de la segunda temporada que después fue censurado por cuestiones de derechos de autor. La canción fue reproducida más de cinco millones de veces dentro de las primeras doce horas de su lanzamiento.
El 9 de abril de 2023, el video musical alcanzó las 600 millones de reproducciones en YouTube, siendo la primera BZRP Music Sessions en lograrlo solo siendo superada por Shakira, ocupa el segundo puesto en la más vista del estudio de Bizarrap.

## Remezcla
El 11 de noviembre de 2022 se lanzó una remezcla producida por el DJ y productor neerlandés Tiësto.

## Premios y nominaciones
La canción «Quevedo: BZRP Music Sessions, Vol. 52» fue nominado en distintas ceremonias de premiación. A continuación, una lista con algunas de las candidaturas que obtuvo la canción:
| Año  | Premiación                   | Categoría                            | Resultado | Ref.          |
| ---- | ---------------------------- | ------------------------------------ | --------- | ------------- |
| 2022 | Los 40 Music Awards          | Mejor canción latina                 | Nominado  | [ 10 ]        |
| 2022 | Los 40 Music Awards          | Mejor colaboración latina            | Nominado  | [ 10 ]        |
| 2022 | Premios Musa                 | Canción internacional latina del año | Nominado  | [ 11 ]        |
| 2022 | Premios Musa                 | Colaboración internacional del año   | Nominado  | [ 11 ]        |
| 2022 | Premios Quiero               | Mejor video urbano                   | Nominado  | [ 12 ]        |
| 2022 | Breaktudo Awards             | Hit latino                           | Nominado  | [ 13 ]        |
| 2023 | Premios Lo Nuestro           | Canción del año – pop urbano/dance   | Ganador   | [ 14 ]        |
| 2023 | Latin American Music Awards  | Canción del año                      | Nominado  | [ 15 ]        |
| 2023 | Latin American Music Awards  | Colaboración del año                 | Nominado  | [ 15 ]        |
| 2023 | Latin American Music Awards  | Mejor colaboración – pop/urbano      | Nominado  | [ 15 ]        |
| 2023 | Premios Carlos Gardel        | Canción del año                      | Nominado  | [ 16 ] [ 17 ] |
| 2023 | Premios Carlos Gardel        | Grabación del año                    | Nominado  | [ 16 ] [ 17 ] |
| 2023 | Premios Carlos Gardel        | Mejor canción de música urbana       | Ganador   | [ 16 ] [ 17 ] |
| 2023 | Premios Heat Latin Music     | Canción del año                      | Nominado  | [ 18 ]        |
| 2023 | Premios Odeón                | Canción del año                      | Ganador   | [ 19 ]        |
| 2023 | Premios Odeón                | Videoclip del año                    | Ganador   | [ 19 ]        |
| 2023 | Premios Tu Música Urbano     | Canción del año                      | Nominado  | [ 20 ]        |
| 2023 | Premios Juventud             | Mejor colaboración pop/urbano        | Nominado  | [ 21 ]        |
| 2023 | Latino Music Awards          | Mejor canción urbana                 | Pendiente | [ 22 ]        |
| 2023 | Latino Music Awards          | Mejor productor de música urbana     | Pendiente | [ 22 ]        |
| 2023 | Latino Music Awards          | Canción del año                      | Pendiente | [ 22 ]        |
| 2023 | Latino Music Awards          | Canción viral de tiktok              | Pendiente | [ 22 ]        |
| 2023 | Billboard Latin Music Awards | Canción latina del año – Global 200  | Nominado  | [ 23 ]        |
| 2023 | Billboard Latin Music Awards | Canción del año – Latin Rhythm       | Nominado  | [ 23 ]        |

## Posicionamiento en listas

### Semanales
| Listas (2022)                          | Mejor posición |
| -------------------------------------- | -------------- |
| Argentina (Monitor Latino)             | 2              |
| Argentina Hot 100 (Billboard)          | 1              |
| Bolivia Songs (Billboard)              | 1              |
| Canadá (Billboard)                     | 95             |
| Chile (Monitor Latino)                 | 11             |
| Chile Songs (Billboard)                | 1              |
| Colombia (Monitor Latino)              | 1              |
| Colombia Songs (Billboard)             | 1              |
| Colombia Streaming (Promúsica)         | 1              |
| Costa Rica (Monitor Latino)            | 4              |
| Costa Rica Streaming (Fonotica)        | 1              |
| Ecuador (Monitor Latino)               | 2              |
| Ecuador Songs (Billboard)              | 1              |
| El Salvador (ASAP EGC)                 | 1              |
| El Salvador (Monitor Latino)           | 3              |
| España (Promusicae)                    | 1              |
| España Songs (Billboard)               | 1              |
| Francia (SNEP)                         | 158            |
| Billboard Global 200                   | 1              |
| Guatemala (Monitor Latino)             | 8              |
| Honduras (Monitor Latino)              | 1              |
| Italia (Fimi)                          | 1              |
| Billboard Hot 100                      | 98             |
| Hot Dance/Electronic Songs (Billboard) | 1              |
| Hot Latin Songs (Billboard)            | 12             |
| Latin Rhythm Airplay (Billboard)       | 8              |
| Latin Streaming Songs (Billboard)      | 11             |
| Mexico Songs (Billboard)               | 1              |
| México Streaming (Amprofon)            | 1              |
| Nicaragua (Monitor Latino)             | 1              |
| Panamá (Monitor Latino)                | 1              |
| Paraguay (Monitor Latino)              | 1              |
| Perú (Monitor Latino)                  | 1              |
| Peru Songs (Billboard)                 | 1              |
| Portugal (AFP)                         | 1              |
| República Dominicana (Monitor Latino)  | 2              |
| República Dominicana (Sodinpro)        | 3              |
| Suiza (Schweizer Hitparade)            | 28             |
| Uruguay (Monitor Latino)               | 1              |
| Venezuela (Monitor Latino)             | 11             |

### Mensuales
| Listas (2022)  | Mejor posición |
| -------------- | -------------- |
| Paraguay (SGP) | 8              |
| Uruguay (CUD)  | 1              |

## Certificaciones
| País           | Organismo certificador | Certificación         | Ventas certificadas | Ref.   |
| -------------- | ---------------------- | --------------------- | ------------------- | ------ |
| Chile          | PROFOVI                | Diamante              | 43 278 024          | [ 66 ] |
| México         | AMPROFON               | 2× Diamante + Platino | 1 540 000           | [ 67 ] |
| Estados Unidos | RIAA                   | 15× Platino           | 900 000             | [ 68 ] |
| España         | PROMUSICAE             | 15× Platino           | 900 000             | [ 69 ] |
| Italia         | FIMI                   | 6× Platino            | 600 000             | [ 70 ] |
| Portugal       | AFP                    | Oro                   | 7500                | [ 71 ] |

## Créditos
Créditos adaptados de Genius.
- Bizarrap (producción y composición)
- Quevedo (voz y composición)
- Zecca (ingeniero de mezcla y masterización)